# Lissay-Lochy
Lissay-Lochy is een gemeente in het Franse departement Cher (regio Centre-Val de Loire) en telt 190 inwoners (1999). De plaats maakt deel uit van het arrondissement Bourges.

## Geografie
De oppervlakte van Lissay-Lochy bedraagt 21,7 km², de bevolkingsdichtheid is 8,8 inwoners per km².
De onderstaande kaart toont de ligging van Lissay-Lochy met de belangrijkste infrastructuur en aangrenzende gemeenten.

## Demografie
Onderstaande figuur toont het verloop van het inwonertal (bron: INSEE-tellingen).